# Olga Bakłanowa
Olga Władimirowna Bakłanowa albo Baclanova (ur. 19 sierpnia 1893, zm. 6 września 1974) – aktorka sceniczna i filmowa urodzona w Rosji. Zdobyła uznanie w Stanach Zjednoczonych w epoce kina niemego. Znana jest także z roli Cleopatry w głośnym dźwiękowym filmie Dziwolągi z 1932 roku. Była nazywana Rosyjską Tygrysicą (Russian Tigress). W szczytowym okresie swojej kariery podpisywała się jednym wyrazem: Baclanova.

## Życiorys
Urodziła się w Moskwie. Była córką aktorki wczesnych rosyjskich filmów. Olga od młodych lat uczyła się aktorstwa. W 1912 roku została przyjęta do Moskiewskiego Akademickiego Teatru Artystycznego. W następnej dekadzie pojawiła się w kilku rosyjskich filmach. Przede wszystkim występowała jednak na deskach teatrów rosyjskich i europejskich.
W 1925 roku wraz z zespołem Moskiewskiego Teatru, który wystawiał na świecie sztukę Lizystrata, przyjechała do Nowego Jorku. W 1926, kiedy jej zespół powracał do Rosji, Olga zdecydowała się pozostać w Stanach Zjednoczonych i tam dalej rozwijać swoją aktorską karierę. Szybko zdobyła sobie uznanie grając w niemych filmach, takich jak Człowiek, który się śmieje (1928), czy Życie zaczyna się jutro (1928).
Rozwój kina dźwiękowego postawił Olgę w trudnym położeniu, gdyż ciężko jej było dostosować się do nowej sytuacji ze względu na wyraźny rosyjski akcent. Przestawała grać główne role i zaczęła coraz częściej być aktorką epizodyczną. W 1932 roku zagrała główną rolę, okrutnej akrobatki Cleopatry w filmie Dziwolągi. Film zyskał miano kultowego dopiero trzydzieści lat później, jednak w momencie premiery wzbudził tak wielkie kontrowersje, że wycofano go szybko z większości kin, co zaszkodziło Oldze Bakłanowej we wskrzeszeniu swej kariery w branży filmowej, z której stopniowo zaczynała się wycofywać. Nadal grywała jednak na deskach teatrów w Stanach Zjednoczonych i Wielkiej Brytanii. W 1943 roku pojawiła się w swoim ostatnim filmie Claudia.
Pod koniec życia osiedliła się w Szwajcarii, gdzie zmarła w 1974 roku, cierpiąc m.in. na chorobę Alzheimera.

## Życie prywatne
Olga Bakłanowa była trzykrotną mężatką. Jej mężami byli:
- Władimir Coppi (1922 - 23.02.1929, rozwód), dziecko;
- Nicholas Soussanin (05.03.1929 - 1939, rozwód), syn Nicholas Saunders (ur. 02.06.1913);
- Richard Davis (od 1939, rozwód).

## Filmografia
- Chleb (1918)
- Ulica grzechu (1928)
- Lawina (1928)
- Podwójne życie (1928)
- Człowiek, który się śmieje (1928)
- Życie zaczyna się jutro (1928)
- Dziwolągi (1932)
- Claudia (1943)